# Ульджай-туркан ага
Ульджай-туркан ханым (Альджай, Олджай, Таркан Улджай Ханым) — первая жена великого завоевателя Тимура.

## Родословная
Дата её рождения неизвестна. По некоторым источникам была дочерью эмира Мусли, сына эмира Казагана. Поэтому её можно отнести к роду Тбиат (Ббиат), к племени которому принадлежал её могущественный дед. В 1356 году эмир Казаган выдал её замуж за Тимура. Его же с Тимуром познакомил родной брат Ульджай — эмир Хусейн. Те, со временем, стали хорошими друзьями, а затем — врагами.

## Биография
Ульджай стала большой любовью Тимура. Она в 1356 году становится матерью его первого и самого любимого сына Джахангира. Именно она повсюду сопровождает Тимура и, вероятно, имеет большое влияние на него. В 1358 году её грозного деда, эмира Казагана, во время очередного заговора убивают. В конце-концов его подвела своя же доброта и милость, всепрощавшая заговорщиков раз от раза. Тимур, постоянно спасавший от них «тестя», узнаёт о заговоре слишком поздно и находит лишь его бездыханный труп. Впрочем и у Тимура были более меркантильные цели, чтобы спасать незадачливого эмира. Он рассчитывал, что благодаря браку с Ульджай и большому влиянию его и Барласцев, Казаган перед смертью назовёт его своим преемником, в обход родного сына — эмира Абдалла, внука эмира Хусейна, брата Ульджай, и Туглук Тимура организовавшего роковой заговор на пару с Хисрау-Баян-Кули. Кроме того, Могол-хан (Туглук-Тимур) был женат на дочери Казагана.
В 1362 году Ульджай-туркан ага рожает вторую дочь Тимура — Султан Бахт Бегим. В том же году Тимур окончательно перестаёт служить Туглук Тимуру, с которым был в хороших отношениях с 1360 года. Они с эмиром Хусейном уходят на вольные хлеба, «зарабатывая» налётом и грабежом. В конце-концов, агенты, посланные Могол-ханом, постепенно подтачивают их силы и среди эмиров всё меньше остаётся последователей. В одно время, как пишут хроники, среди них были только Тимур, Ульджай, Хусейн, его жена и три их соратника. После очередного нападения воинов Туглук-Тимура, трое бежали, прихватив лошадей. Пишут, что Ульджай стала плакать, так как они остались одни в голой степи. Тимур же, успокоив её, предложил разделиться. Хусейн, лошадь которого была ранена, пересел на лошадь жены. Когда Тимур и Ульджай шли по степи в поисках села, на них набрела банда туркмен. Сначала их хотели ограбить, но главой шайки оказался хороший знакомый Тимура. Его звали Мухаммад Джан-Курбаны. Тот одарил Тимура лошадью и проводником. На пути они снова встретились с Хусейном и его женой. Но в степи на них напала другая банда туркмен во главе с братом Мухаммада Джан-Курбаны — Алибеком. Тот посадил их в яму, кишащую насекомыми, и держал там 62 дня. Он намеревался продать эмиров в рабство иранским купцам. Но, на счастье пленников, в те дни по той дороге не прошёл ни один караван. Когда весть о пленении дошла до Мухаммада Джан-Курбаны, тот приказал брату отпустить их и послал подарки Тимуру и Хусейну. Но Алибек, хоть и отпустил пленников, отдал им вместо даров старую клячу и верблюда. После этого отправился в Самарканд. Около месяца он тайно налаживал связи, живя в доме старшей сестры — Кутлуг-туркан ага, пока Ульджай ждала его в лагере за стенами города. Тимур навещал Ульджай каждую ночь, казалось, что он жить без неё не мог. До конца своей жизни она считалась главной и любимой женой Тимура, была его верной спутницей и примирительницей с её братом Хусейном.

## Смерть
В 1367 году Ульджай умирает. Поэтому окончательно рвутся всяческие доверительные отношения между её братом и мужем. По некоторым сведениям, она умерла вне Самарканда, но после 1370 года, Тимур перезахоронил тело в мавзолее Шахи Зинда. Подтвердить или опровергнуть эти сведения невозможно, так как после раскопок на комплексе, обнаружились несколько мавзолеев времён Тимура. Но, от них остались лишь основания, и сказать точно, кто там был захоронен, невозможно. Говорят, Тимур очень сильно переживал как смерть самой Ульджай, так и их сына Джахангира. Он, как пишут источники, после их кончины говорил: «Воистину мы все от Бога, и к нему возвращаемся».